# Franchesse
Franchesse é uma comuna francesa na região administrativa de Auvérnia-Ródano-Alpes, no departamento Allier. Estende-se por uma área de 40,92 km². Em 2010 a comuna tinha 487 habitantes (densidade: 11,9 hab./km²).